# Ле-Кастелле (Вар)
Ле-Кастелле́ (фр. Le Castellet) — коммуна на юго-востоке Франции в регионе Прованс — Альпы — Лазурный берег, департамент Вар, округ Тулон, кантон Сен-Сир-сюр-Мер.
Площадь коммуны — 44,77 км², население — 4154 человека (2006) с тенденцией к стабилизации: 4083 человека (2012), плотность населения — 91,0 чел/км².

## Население
Население коммуны в 2011 году составляло — 4022 человека, а в 2012 году — 4083 человека.
| 1962 | 1968 | 1975 | 1982 | 1990 | 1999 | 2006 | 2011 | 2012 |
| ---- | ---- | ---- | ---- | ---- | ---- | ---- | ---- | ---- |
| 1236 | 1229 | 2048 | 2332 | 3084 | 3799 | 4154 | 4022 | 4083 |

Динамика населения:

## Экономика
В 2010 году из 2578 человек трудоспособного возраста (от 15 до 64 лет) 1836 были экономически активными, 742 — неактивными (показатель активности 71,2 %, в 1999 году — 68,1 %). Из 1836 активных трудоспособных жителей работали 1610 человек (861 мужчина и 749 женщин), 226 числились безработными (90 мужчин и 136 женщин). Среди 742 трудоспособных неактивных граждан 198 были учениками либо студентами, 311 — пенсионерами, а ещё 233 — были неактивны в силу других причин.
На протяжении 2010 года в коммуне числилось 1869 облагаемых налогом домохозяйств, в которых проживало 4503,5 человека. При этом медиана доходов составила 20 928 евро на одного налогоплательщика.

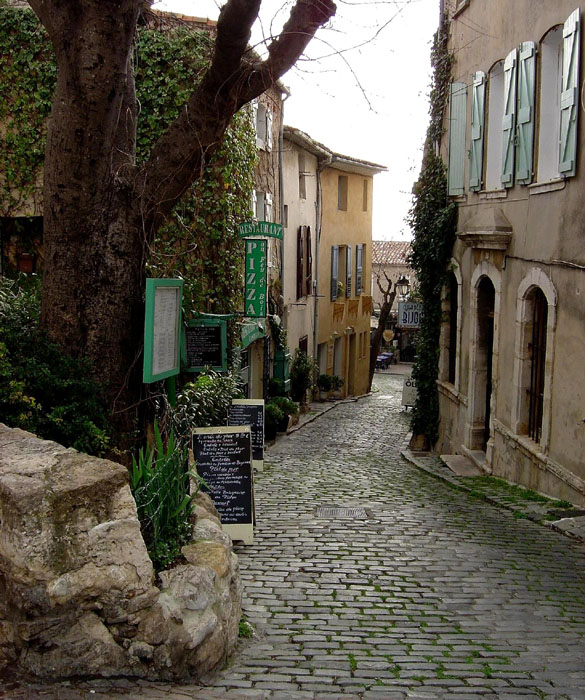
Улица в Ле-Кастелле